# Arthur und die Minimoys
Arthur und die Minimoys (Originaltitel: Arthur et les Minimoys) ist ein französischer Spielfilm von Luc Besson aus dem Jahr 2006. Der Film ist eine Mischung aus Realfilm und Computeranimation. Der Film startete am 25. Januar 2007 in den deutschen Kinos.

## Handlung
Hauptperson ist ein Junge namens Arthur, der bei seiner Großmutter wohnt, da seine Eltern ständig unterwegs sind. Sein Großvater ist auf mysteriöse Weise verschwunden. Abends vor dem Einschlafen erzählt ihm seine Großmutter oft Geschichten aus Afrika – von den „Bogomatasalei“ und den „Minimoys“, die sein Großvater sogar persönlich gekannt habe.
Mr. Davido, ein Immobilienmakler, möchte ihnen das Haus, in dem sie wohnen, wegnehmen. Und auch sonst gibt es eine Vielzahl an unbezahlten Rechnungen. Arthur bleiben 48 Stunden Zeit, um die Rubine seines Großvaters, die er von den Bogomatasalei geschenkt bekommen hat, zu finden. Während schon der Gerichtsvollzieher im Haus ist, findet Arthur im Zimmer seines Großvaters einen Plan, wie er zu den Minimoys gelangen kann. Er befolgt die Anweisungen und Hinweise, die sein Großvater hinterlassen hat und begegnet den leibhaftigen Bogomatasalei, großgewachsenen, afrikanischen Menschen in Stammeskleidung und Schmuck. Er rutscht letztlich miniaturisiert durch ein Fernrohr ins Land der Minimoys, der kleinen, elfenartigen Wesen, die den Garten bevölkern. Aber er hat nur 36 Stunden Zeit, um wieder zurückzukehren, da sich die Pforte des Lichts dann wieder schließt.
Kaum ist Arthur im Land unter der Erde angekommen, findet eine Zeremonie statt, bei der ein Schwert der Macht aus einem Stein gezogen werden muss. Prinzessin Selenia bemüht sich vergebens und inzwischen greifen bewaffnete Häscher des bösen „M“ (Maltazard) auf Moskitos an. So gerät Arthur mitten in die turbulenten Luftkämpfe. Um schnell zu einer Waffe zu kommen, greift Arthur zu dem Schwert im Stein und zieht es wie König Artus heraus. Sogleich feiern die Minimoys Arthur als Helden.
Zusammen mit Prinzessin Selenia und ihrem kleinen, ebenso rothaarigen Bruder Beta begeben sie sich auf die Reise, um Maltazard, der die sieben Königreiche der Minimoys unter seine Herrschaft bringen will, zu bezwingen und gleichzeitig Arthurs Großvater zu finden. Ihr Weg führt sie an die Oberfläche in Arthurs Garten, wo sie in einige Gefahren geraten. Zunächst kollidieren sie mit einer Hummel, geraten an einen wütenden Regenwurm und treiben ungesteuert in einer Nussschale im Wasser. Zur Übernachtung machen sie es sich in einer Mohnblume bequem, aber damit sind auch schon die ersten 24 Stunden vergangen. Am nächsten Tag gibt es Libelleneier zum Frühstück, aber auch eine böse Überraschung. Denn der böse M stiehlt die Bewässerungsanlage, die Arthur aus Trinkhalmen gebastelt hat, um Radieschen zu bewässern. In den Händen des bösen M können sie aber zur Gefahr für die Minimoys werden, die keinerlei Wasser vertragen. Sie reisen mit den Trinkhalmtransportern, gelangen in eine unterirdische Disco-Bar und müssen sich die aufdringlichen Discobesucher vom Hals halten. Die Reise geht weiter in die Tiefe der Erde zum Palast des bösen M. Aus Taktik trennen sich ihre Wege und Prinzessin Selenia gibt Arthur einen Abschiedskuss. Beta erklärt ihm, dass die beiden nach dem Gesetz der Minimoys nun verheiratet sind.
Selenia trifft auf den bösen M, der damit rechnet, dass der erste Kuss der Prinzessin ihm sein altes Aussehen zurückgibt. Aber sie hat ihren ersten Kuss bereits an Arthur vergeben. Dieser wird unterdessen zusammen mit Beta im Gefängnis gefangengehalten und trifft dort auf seinen Großvater Archibald. Auch Selenia wird zu ihnen gebracht und alle vier müssen durch den Tunnel fliehen, den der bösen M in Kürze fluten will. Arthur findet im Tunnel eines seiner Spielzeugautos. Damit können sie sich rasant vor den Wassermassen in Sicherheit bringen. Wieder zu Hause im ersten Königreich angekommen, ist es eine Minute vor Zwölf und Arthur muss sich mit seinem Großvater beeilen, die Pforte des Lichts zu erreichen. Gerade noch rechtzeitig gelangen sie an die Erdoberfläche, wo schon Mr. Davido wartet, um das Grundstück zu übernehmen.
Dank seines kleinen Freundes Mino kann Arthur die Rubine lokalisieren und nach oben holen. Dabei zerstört er gleichzeitig das Reich des bösen M, der die Flucht ergreift. Mit einem Rubin aus dem Schatz kann der Großvater nun seine Schulden bezahlen. Mr. Davido versucht mit Waffengewalt den gesamten Schatz, auf den er die ganze Zeit aus war, an sich zu bringen, wird aber von den Bogomatasalei aufgehalten und der Polizei übergeben. Danach bringt Arthur Mino mitsamt dem Schwert wieder zu den Minimoys zurück.
Prinzessin Selenia stößt das Schwert wieder in den Stein, in der Hoffnung, dass Arthur wie versprochen in zehn Monden wieder zu Besuch kommt.

## Hintergrund
Die Kulissen wurden wirklich gebaut und gefilmt, dann erst wurden sie mit den computeranimierten Figuren wie Arthur und Selenia ins Bild gesetzt. Etwa 100 Zeichner waren an der Produktion beteiligt. Sie benötigten 27 Monate, um aus 20 Millionen einzelnen Computerbildern den fertigen Film zu fertigen. Mit einem Budget von 65 Millionen Euro ist Arthur und die Minimoys der bisher teuerste europäische Trickfilm.
Premiere hatte der Film in Paris. In Frankreich strömten in der Folge rund 6,4 Millionen Zuschauer in die Kinos. Weltweit konnte der Film 113 Millionen US-Dollar einspielen.

## Synchronisation
Die deutsche Synchronbearbeitung entstand durch die FFS Film- & Fernseh-Synchron, München/Berlin. Für Dialogbuch und -regie war Marius Clarén zuständig.
| Rolle              | Französischer Sprecher | Englischer Sprecher | Deutscher Sprecher       |
| ------------------ | ---------------------- | ------------------- | ------------------------ |
| Arthur             | Barbara Kelsch         | Freddie Highmore    | Bill Kaulitz             |
| Prinzessin Selenia | Mylène Farmer          | Madonna             | Nena                     |
| Archibald          | Michel Duchaussoy      | Ron Crawford        | Gerhard Paul             |
| Betameche          | Cartman                | Jimmy Fallon        | Oliver Rohrbeck          |
| Darkos             | Marc Lavoine           | Jason Bateman       | Engelbert von Nordhausen |
| Davido             | José Garcia            | Adam LeFevre        | Tom Deininger            |
| Fährmann           | Dick Rivers            | Emilio Estevez      | Friedrich G. Beckhaus    |
| Großmutter         | Frédérique Tirmont     | Mia Farrow          | Dagmar Heller            |
| König              | Jacques Frantz         | Robert De Niro      | Christian Brückner       |
| Maltazard          | Alain Bashung          | David Bowie         | Frank Glaubrecht         |
| Max                | Rohff                  | Snoop Dogg          | Jan-David Rönfeldt       |
| Miro               | Tonio Descanvelle      | Harvey Keitel       | Wilfried Herbst          |

## Kritiken
Für das Lexikon des Internationalen Films war Arthur und die Minimoys eine „[ü]berladene, von einer Realfilmhandlung gerahmte 3D-Fantasy-Animation, die vor allem am hastigen Abhandeln von abenteuerlichen Prüfungen und den damit verbundenen unlogischen Brüchen krankt.“
Cinema zog das Fazit: „Inhaltlich wenig originelle, dafür um so perfekter inszenierte Familienunterhaltung auf Hollywood-Niveau.“
Laut Prisma erzähle Luc Besson „hier eine Fantasygeschichte, die sich schamlos aus gängigen Genrewerken bedient und kaum eine eigene Idee aufweist“.
Auch filmstarts.de bemerkte, dass Besson zu sehr auf Ideen aus Liebling, ich habe die Kinder geschrumpft, dem „Harry-Potter-Universum“ und seinem Science-Fiction-Film Das fünfte Element zurückgegriffen habe. Dennoch komme „gepaart mit Bessons eigenem Ideenreichtum […] immer noch eine lustige Reise dabei heraus.“
Kino.de hingegen beschreibt den Film als „eine äußerst originelle und kreative Verbindung von Real- und Animationswelten, Science Fiction- und Action-Elementen sowie jede Menge Humor“.

## Fortsetzungen
Im November 2009 erschien die Fortsetzung Arthur und die Minimoys 2 – Die Rückkehr des bösen M. 2011 wurde der dritte Teil Arthur und die Minimoys 3 – Die große Entscheidung in Deutschland direkt auf DVD veröffentlicht.
2022 erschien mit Arthur, Malédiction ein Horrorfilm-Sequel (FSK 16) unter der Regie von Barthélemy Grossmann basierend auf einem Drehbuch von Luc Besson, der Regie bei den drei Ursprungsfilmen geführt hatte.

## Trivia
2014 wurde im Europa-Park die Achterbahn Arthur eröffnet, die nach dem Film thematisiert ist.